# Bataille de Waynesboro
Ne doit pas être confondu avec Bataille de Waynesboro (Géorgie).
Guerre de Sécession
Batailles
Théâtre oriental
- Virginie-occidentale
- Manassas
  - 1re Bull Run
- 1re Virginie septentrionale
- Burnside Expedition
- Péninsule
- Sept Jours
  - Gaines's Mill
  - Malvern Hill
- 1re Shenandoah valley
- 2de Virginie septentrionale
  - 2de Bull Run
- Maryland
  - Antietam
- Fredericksburg
- Tidewater
- Chancellorsville
  - Chancellorsville
- Pennsylvanie
  - Gettysburg
- Bristoe
- Mine Run
- Campagne terrestre
  - Wilderness
  - Spotsylvania
  - Cold Harbor
- Bermuda Hundred
- 2de Shenandoah valley
  - Opequon
  - Cedar Creek
- Petersburg
- 1re Wilmington
- 2de Wilmington
- Appomattox
  - 3e Petersburg
  - Sayler's Creek
  - Appomattox C.H.

Théâtre occidental
- East Kentucky
- Shiloh
  - Fort Henry
  - Fort Donelson
  - Shiloh
- Kentucky
- Raid de Newburgh
  - Perryville
- Stones River
  - Murfreesboro
- Vicksburg
  - Champion Hill
  - Vicksburg
- Raid de Morgan
- Raid de Hines
- Tullahoma
- Chickamauga
- Chattanooga
- Knoxville
- Raid Forrest
- Atlanta
- Franklin-Nashville
- Savannah
- Carolines
  - Bentonville
- Raid de Wilson

Théâtre Trans-Mississippi
- Arizona confédéré
  - 1re Messilla
- Missouri
  - Wilson's Creek
- Territoire indien
- Trail of Blood on Ice
- Nouveau-Mexique
- Boston Mountains
- Pea Ridge
- 1re Texas
- Little Rock
- 2de Texas
- Camden
- Red River
- Raid de Price
- Palmito Ranch

Théâtre du bas littoral et approche du golfe
- Fort Sumter
- Blocus de l'Union
- 1re Bayou Teche
- Mississippi valley
  - Port Hudson
- Charleston
- 2de Bayou Teche
- Mobile Bay
- Mobile

La bataille de Waynesboro (en anglais : Battle of Waynesboro) eut lieu le 2 mars 1865, dans le comté d'Augusta, en Virginie, au cours de la guerre de Sécession. C'est la dernière bataille du lieutenant-général confédéré Jubal Anderson Early, dont l'armée est anéantie.

## Contexte
Le 27 février 1865, le major-général Philip Sheridan fait route avec deux divisions de cavalerie depuis Winchester, remontant la vallée de Shenandoah vers Staunton. Il a pour ordre de déplacer sa cavalerie en direction du sud pour rejoindre l'armée de William T. Sherman pendant la Campagne des Carolines. Après avoir traversé le bras nord de la Shenandoah le 28 février, la division de George Armstrong Custer rencontre quelque 300 cavaliers confédérés commandés par Thomas Rosser gardant le Middle-Fork, près du village de Mount Crawford. Rosser met le feu à un long pont couvert, dans l'espoir de retarder les fédéraux. Custer ordonne à deux de ses régiments de traverser le fleuve à la nage, et d'attaquer le flanc de Rosser pendant que le reste de la troupe prend le pont d'assaut. Custer repousse avec succès les maigres forces de Rosser, éteint le feu, et fait route vers Staunton, où ils sont rejoints, le lendemain, par le gros des forces de Sheridan.

## Bataille

Bataille de Waynesboro
sudistes
nordistes

Sheridan désire éliminer la petite troupe d'Early qu'il considère comme une menace sur ses arrières, et il est peu enthousiaste à l'idée de devoir quitter la Virginie sans pouvoir en finir avec l'Armée de la Virginie du Nord du général Lee du côté de Richmond et du siège de Petersburg. Sheridan part vers l'est au lieu de rejoindre directement Sherman.
La division de Custer chemine à travers des routes boueuses sous une froide averse, et le 2 mars entre en contact avec les vestiges de l'Armée de la Vallée d'Early à Waynesboro. Early aligne ses troupes sur une position défensive, le long d'une crête qui fait face à la South Fork de la rivière Shenandoah. Il dispose son artillerie sur une position qui lui offre la possibilité d'interdire l'avance des fédéraux. Il appuie son flanc gauche sur un bois touffu, dont il espère qu'il empêchera tout passage aux nordistes. Mais sa ligne de front est trop étendue pour ses maigres troupes, et laisse un vide entre la rive de la Shenandoah et son flanc gauche.
Après une brève pause, les deux armées étant rangées face à face, une attaque fédérale déterminée déborde le flanc gauche d'Early et éparpille ses hommes. Entre 1 200 et 1 500 confédérés se rendent ce jour-là, tandis qu'Early et une partie de son État-major parviennent à éviter la capture. Les soldats de l'Union s'emparent également de 11 pièces d'artillerie, de 150 à 200 chariots du train de ravitaillement du Confederate Valley District, et de 17 drapeaux confédérés.
L'armée de Sheridan franchit les Blue Ridge Mountains à Charlottesville, puis descend vers le sud, détruisant des voies ferrées et les écluses du canal de la James River près de Goochland Court House. Le 26 mars, les forces de Sheridan effectuent leur jonction avec celles de l'Armée du Potomac, près de Petersburg, en prévision de la Campagne d'Appomattox.